# 富爾頓 (阿肯色州)
富爾頓（英語：Fulton）是一個位於美國阿肯色州亨普斯特德縣的市鎮。

## 地理
富爾頓的座標為33°36′43″N 93°48′52″W / 33.61194°N 93.81444°W，而該地的平均海拔高度為79米（即259英尺）。

## 人口
根據2020年美國人口普查的數據，富爾頓的面積為0.52平方千米，當中陸地面積為0.46平方千米，而水域面積為0.06平方千米。當地共有人口115人，而人口密度為每平方千米221人。